# James Ponsoldt
James Adam Ponsoldt (Athens, 1978) è un regista, sceneggiatore, produttore cinematografico e produttore televisivo statunitense.

## Biografia
Figlio di James F. e Susan E. Ponsoldt, suo padre è un professore in pensione, che insegnato legge presso l'Università della Georgia. Nato e cresciuto ad Athens, Georgia, dove ha studiato alla Cedar Shoals High School, successivamente si è laureato all'Università di Yale e specializzato alla Columbia University con un master in Regia. Ha inoltre frequentato programmi professionali in sceneggiatura alla UCLA School of Theater, Film and Television.
Inizia la sua carriera dirigendo e producendo diversi cortometraggi. Nel 2006 scrive e dirige il suo primo lungometraggio Off the Black - Gioco forzato, presentato al Sundance Film Festival 2006. Il film è interpretato da Nick Nolte e Trevor Morgan.
Nel 2012 dirige Smashed, interpretato da Mary Elizabeth Winstead e Aaron Paul. Il film viene presentato al Sundance Film Festival 2012, dove vince il U.S. Dramatic Special Jury Prize for Excellence in Independent Film Producing. L'anno seguente dirige il suo terzo film, The Spectacular Now, presentato sempre al Sundance Film Festival, dove viene il premio speciale della giuria per le interpretazioni di Miles Teller e Shailene Woodley.
Nel 2015 dirige The End of the Tour - Un viaggio con David Foster Wallace, film basato sul libro Come diventare se stessi che racconta il rapporto d'amicizia tra il giornalista David Lipsky della rivista Rolling Stone e lo scrittore David Foster Wallace.

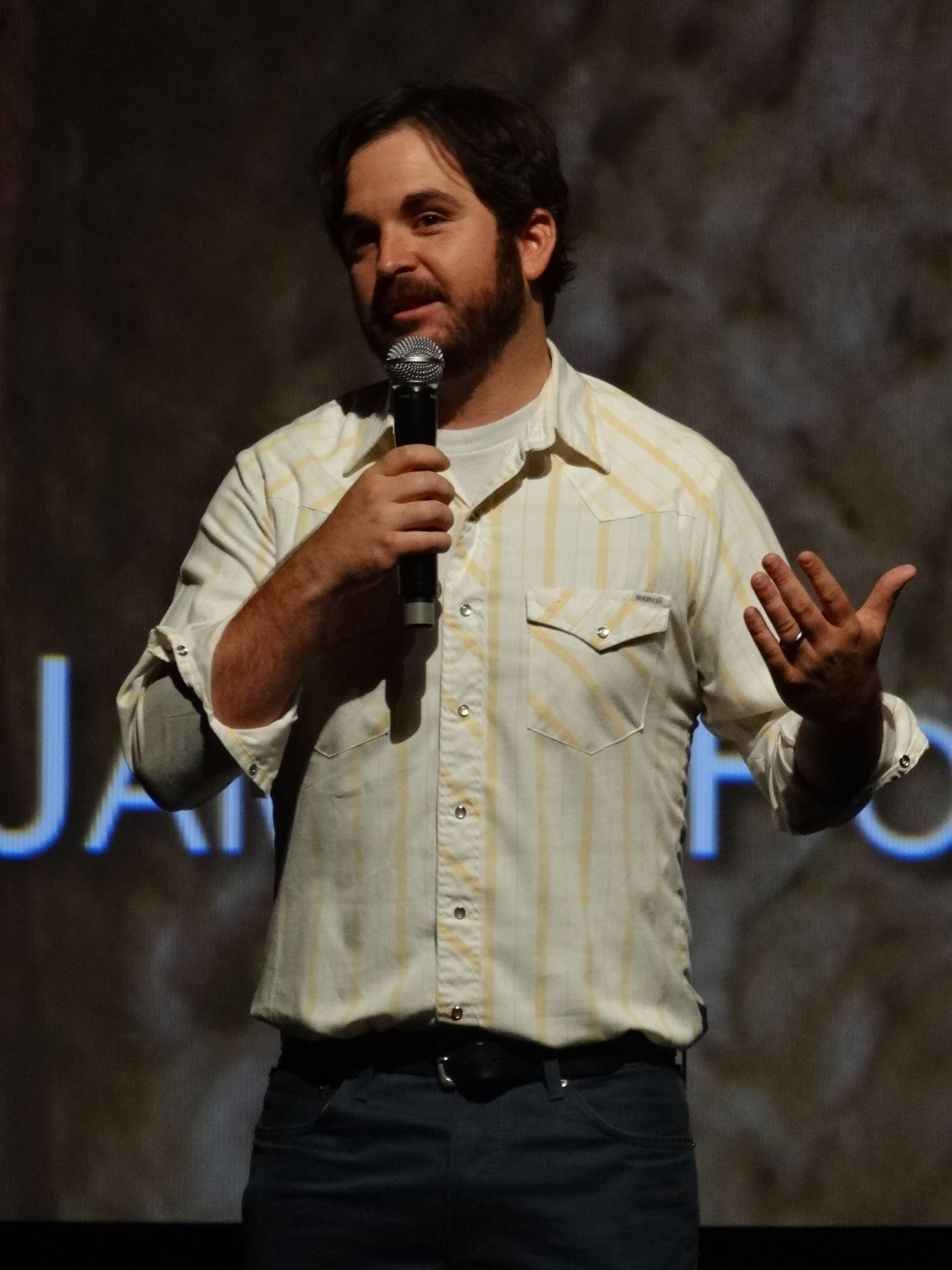
James Ponsoldt nel 2012

Per la televisione ha diretto episodi di serie televisive come Parenthood, Shameless e Master of None.
Nel 2017 è uscito il suo quinto film The Circle, basato sul romanzo di Dave Eggers Il cerchio.

## Filmografia

### Regista

#### Cinema
- Rush Tickets (2003) - cortometraggio
- Coming Down the Mountain (2003) - cortometraggio
- Junebug and Hurricane (2004) - cortometraggio
- Off the Black - Gioco forzato (Off the Black) (2006)
- We Saw Such Things (2008) - documentario
- Smashed (2012)
- The Spectacular Now (2013)
- The End of the Tour - Un viaggio con David Foster Wallace (The End of the Tour) (2015)
- The Circle (2017)

#### Televisione
- Parenthood – serie TV, 1 episodio (2013)
- Shameless – serie TV, 1 episodio (2014)
- Master of None – serie TV, 2 episodi (2015)
- Sorry for Your Loss – serie TV, 2 episodi (2018)

### Sceneggiatore
- Rush Tickets (2003) - cortometraggio
- Coming Down the Mountain (2003) - cortometraggio
- Junebug and Hurricane (2004) - cortometraggio
- Off the Black - Gioco forzato (Off the Black) (2006)
- Smashed (2012)
- The Circle (2017)

### Produttore
- The Circle (2017)